# سيف بن ذي يزن (مسلسل)
سيف بن ذي يزن مسلسل سوري عام 2003 يروي قصة الملك سيف بن ذي يزن.

## قصة المسلسل
يروي المسلسل قصة الملك سيف بن ذي يزن، وتبدأ من عهد والده ذي يزن الذي طرد الأحباش من اليمن، ووحد القبائل العربية، ثم تزوج من الجارية قمرية التي أنجبت سيفا ولكنها أرادت الانفراد بالحكم فعمدت إلى رمي سيف بن ذي يزن في البراري للتخلص منه عسى أن تأكله الوحوش، لكنه ينجو ويكبر ليتزوج من شامة ويتمكن من التغلب على الروم والأحباش.

### حقائق تاريخية
المسلسل تاريخي يستعرض سيرة ذاتية، لكنه يستند على عالم الأسطورة أكثر من استناده على الوثائق التاريخية، نظراً لقلتها وعدم إمكانية التحقق من مصداقيتها. وبرغم أن سيف بن ذي يزن ملك دخل تاريخ اليمن بتوحيده لها وتحريرها من سيطرة الأحباش، لكن الأحداث انتُقيت بعد أن اجتهد «الحكواتية» في نقل ما روي من قصص عن الملك سيف بن ذي يزن، إضافة إلى كثرة الأساطير التي نُسجت حولها. وقد عُمل بالشكل الفانتازي، كأن يكون الملك سيف موجوداً في مكان، وبعد فترة قصيرة تجده في مكان آخر بمساعدة قوة سحرية، وبالتالي هناك تجاوز للمكان والزمان.. معتمدين على فكرة الإسقاط السياسي في تجسيد فكرة العمل الأساسية، التي تؤكد أن من يعتمد على قوة أجنبية في تحرير أرضه وتوحيدها ستقتله هذه القوة في النهاية.

## المسلسل
صدر المسلسل عام 2003، بالتزامن مع مسلسلين سوريين تاريخيين وهما ربيع قرطبة، السيرة الهلالية. حيث شهدت تلك الأعوام إقبالا كبيرا على المسلسلات التاريخية وأشهرها الزير سالم.
- تأليف: الكاتب عبد الرحمن بكر.
- إخراج: مأمون البني.
- مساعد مخرج: رشاد كوكش.
- إنتاج: شركة لين للإنتاج الفني.
- موسيقى: إياد الريماوي.

### أبطال العمل
شارك في العمل ما يقارب 100 ممثل، ومنهم:
- أسعد فضة: الملك ذي يزن.
- عبدالكريم الاشموري
- مديحه الحيدري
- نادين خوري: قمرية.
- زهير عبد الكريم: حردون.
- عبد الحكيم قطيفان: يثرب.
- ليلى سمور: هيلانة.
- هاني الروماني: سقرديس.
- عبد الهادي صباغ: سقرديون.
- قيس الشيخ نجيب: سيف بن ذي يزن.
- ياسين بقوش: أخميم.
- جرجس جبارة: إسكارديوس.
- لويز عبد الكريم: حمراء.
- ريم درويش: عاقصة.
- عادل علي
- عدنان أبو الشامات
- سامر عمران: سيف أرعد.
- ميسون أبو أسعد: شامة.[4]

### ممثلون آخرون
فاروق الجمعات، سحر فوزي، فاطمة أبو عقل، قاسم ملحو، أدهم مرشد، أحمد مللي، جمال نصار، حسين الصيداوي، علي القاسم، عبد الناصر مرقبي، سليم شريقي، أحمد منصور، رائد مشرف، إسكندر عزيز، حيدر فارس، سهيل حداد، ياسر عبد اللطيف، سناء سواح، أكرم التلاوي، عاصم حواط. والعديد من نجوم الدراما السورية.